# تا زمانی که آزاد شویم (کتاب)
تا زمانی که آزاد شویم: مبارزه من برای حقوق بشر کتابی غیر داستانی از شیرین عبادی است که در سال ۱۳۹۵ منتشر شد و در آن مبارزات دهه‌ها و تلاش‌های وی برای حقوق بشر تحت نظام جمهوری اسلامی ایران را شرح می‌دهد.در کتاب، عبادی مبارزات خود علیه سیستم اقتدارگرای جمهوری اسلامی ایران را بازگو می‌کند که پس از شناخته شدن بین‌المللی‌اش به‌عنوان برنده جایزه نوبل شدت گرفت. او تلاش‌های دولت برای خاموش کردن صدای خود از طریق نظارت، تهدیدات، مسدود کردن دارایی‌هایش و آزار و اذیت خانواده و همکارانش را شرح می‌دهد. این یادداشت به وضعیت رو به وخامت آزادی‌های مدنی در ایران، به‌ویژه پس از جنبش سبز ۱۳۸۸، اشاره دارد و به تبعید اجباری عبادی و ادامه فعالیت‌های حقوق بشری او در خارج از کشور پرداخته است.

## خلاصه
این کتاب یادداشت‌نگاری است از وکیل ایرانی و برنده جایزه صلح نوبل شیرین عبادی که مبارزات چند دهه‌ای او برای حقوق بشر تحت جمهوری اسلامی را بازگو می‌کند. این کتاب که پس از توافق هسته‌ای ۱۳۹۴ منتشر شد، به چالش کشیدن مفهوم لیبرال‌سازی سیاسی در ایران پرداخته و سرکوب مستمر حقوق مدنی و بشری و افرادی که با آن مخالفت می‌کنند را مستند می‌کند. علیرغم تعاملات بین‌المللی، عبادی استدلال می‌کند که رژیم سرکوب‌های داخلی خود را شدت می‌بخشد و خبرنگاران، فعالان و حتی شاعران را تحت اتهامات مبهمی مانند "توهین به مقدسات" هدف قرار می‌دهد.
عبادی، نخستین قاضی زن ایران، عمر خود را صرف حفاظت از حقوق زنان و اقلیت‌ها در ایران به‌عنوان وکیل حقوق بشر، قاضی سابق و بنیان‌گذار مرکز مدافعان حقوق بشر کرده است. او پس از انقلاب ۱۳۵۷ از قوه قضائیه کنار گذاشته شد و به دفاع از مخالفان در سیستم قضائی روزافزون اقتدارگرا در ایران روی آورد. با استفاده از تخصص خود در حقوق شریعه و حقوق مدنی، او نمایندگی وبلاگ‌نویسان، اقلیت‌های قومی و زندانیان سیاسی را بر عهده گرفت، معمولاً در مواردی که دستگاه دولتی از قدرت خود به‌طور خودسرانه و بدون مجازات استفاده می‌کرد. روایت او نه تنها مبارزات حقوقی بلکه خطرات شخصی‌ای که متحمل شد، آزار و اذیت، نظارت و تعطیلی مرکز حقوق بشرش را بازگو می‌کند. پس از دریافت جایزه صلح نوبل در سال ۱۳۸۲، عبادی تحت تهدیدات فزاینده قرار گرفت که او را مجبور به تصمیم‌گیری برای ماندن در تبعید پس از اعتراضات ۱۳۸۸ کرد.
در تبعید، عبادی به فعالیت‌های خود ادامه داد و با اشکال جدیدی از انتقام‌جویی دولتی روبرو شد، از جمله تهدیداتی که متوجه خانواده‌اش در ایران بود. یادداشت‌نگاری او همچنین به مسائل گسترده‌تری پرداخته است، مانند مشارکت نظامی ایران در سوریه، که آن را هم‌زمان به‌عنوان یک مانور ژئوپولتیکی و هشداری به مخالفان داخلی تفسیر می‌کند.

## استقبال
- نشریه نیویورک تایمز در نقد کتاب، روایت آن را "قدرت‌مند" و "فراموش‌نشدنی" توصیف کرد و اشاره کرد که این کتاب "اثباتی است بر تأثیرات شگفت‌انگیز مبارزه غیرخشونت‌آمیز او".[۶]
- واشنگتن پست یادداشت‌نگاری را به‌عنوان روایتی "مانند رمان" توصیف کرد که "پریشانی وضعیت او و عزمش برای ‘ایستادن ثابت’" را به تصویر می‌کشد
- پابلیشرز ویکلی به این کتاب نقدی ستاره‌دار اعطا کرد و آن را "پرتره‌ای آشکار از وضعیت سرکوب سیاسی در ایران" دانست و شیرین عبادی را به‌عنوان "شخصیتی الهام‌بخش" ستایش کرد.
- رضا اصلان (نویسنده) گفت که صدای عبادی برای آزادی و حقوق بشر در ایران حیاتی است.

## فیلم مستند
فیلم "شیرین عبادی: تا زمانی که آزاد شویم" داستان مقاومت شیرین عبادی در برابر سرکوب دولتی را ارائه می‌دهد. این فیلم تلاش‌های او را برای ترویج عدالت و حقوق بشر در ایران، علیرغم از دست دادن‌های شخصی شدید، از جمله خانه، ازدواج و مدال جایزه نوبل او، دنبال می‌کند. فیلم بر تعهد مداوم او به دفاع از حقوق زنان و آزادی‌های مدنی در برابر آزار دولتی تأکید دارد. این فیلم نوشته و کارگردانی شده توسط فیلمساز برنده جوایز، دان گیفورد انگل.